# 藤田忠夫
藤田 忠夫（ふじた ただお、1939年〈昭和14年〉12月27日 - ）は、日本の元政治家・元建設技官。元山口県宇部市長。

## 略歴
山口県宇部市出身。山口県立宇部高等学校、東京大学工学部を経て、建設省（当時）に入省。沖縄開発庁振興局専門官、日本道路公団計画部課長、会計検査院技術参事官、建設省関東地方建設局道路部長、同道路局国道1課長、同近畿地方建設局長などを歴任する。
1993年（平成5年）5月に建設省を退官し、翌月の宇部市長選挙に出馬。この市長選挙は、前任の中村勝人が小野湖周辺のゴルフ場建設計画を巡って市長職をリコールされたことに伴い実施されたもので、ゴルフ場開発以外の方法での小野地域振興を掲げた藤田は保守系から日本共産党まで幅広い層の支持を受け、無投票で当選した。
2期目以降の選挙は日本共産党候補との一騎討ちが続いたが連続当選を果たす。2008年（平成20年）12月8日、宇部市議会定例会にて次期市長選挙に出馬しない意向を表明し、4期目の任期満了となる2009年（平成21年）7月17日をもって引退した。引退の理由については、年齢の問題や「アクトビレッジおのの完成で、就任時から取り組んできた北部振興策に一応のめどがついた」こと等を挙げた。
市長引退後、同年11月に山口県選奨自治功労賞を受賞。2010年（平成22年）5月には旭日中綬章の叙勲を受けた。

## 選挙
- 1993年（平成5年）7月 - 宇部市長に初当選（無投票）。
- 1997年（平成9年）5月 - 宇部市長に再選。日本共産党五島博を破る。
- 2001年（平成13年）5月 - 宇部市長に3選。日本共産党菖蒲順一郎を破る。
- 2005年（平成17年）5月 - 宇部市長に4選。日本共産党五島博を破る。

## 宇部市長在任中
産業基盤の整備
市内を通る幹線道路（山陽自動車道宇部下関線、宇部湾岸道路、国道190号、国道490号、山口県道219号西岐波吉見線、都市計画道路柳ヶ瀬丸河内線など）や工業団地（宇部新都市、宇部テクノパーク、宇部臨空頭脳パーク）、山口宇部空港拡張事業（新ターミナルビル、滑走路2500メートル化）、宇部港港湾整備事業（芝中ふ頭多目的国際ターミナル整備、本港地区航路・泊地増深）など宇部市における産業、交通の基盤を整備した。藤田の在任中に完成した工業団地は後任市長の久保田后子による企業誘致政策の基礎となっている。
災害対策
宇部市中心部を流れる真締川の上流域における真締川ダム建設、下流の市街地部分の護岸整備で平成21年7月中国・九州北部豪雨における市街地の浸水を未然に防いだ。
中山間地域対策
出馬のきっかけでもあるゴルフ場開発によらない小野地域振興策の「アクトビレッジおの」整備事業等に取り組んだ。楠町との合併後は合併協定項目を着実に実行に移した。

## 栄典・表彰
- 山口県選奨自治功労賞（2009年）[8][9]
- 旭日中綬章（2010年春の叙勲）[1][3][10]
- 宇部市特別功労者（2011年）[11]